# Hugo Cáceres
Hugo Rafael Cáceres Agüero (Asunción, 15 de agosto de 1964) es un abogado y político paraguayo que se desempeñó como ministro de la Unidad de Gestión y Jefe del Gabinete Social de la República del Paraguay de 2018 a 2021 en el gobierno de Mario Abdo Benítez. Fue director por Paraguay ante el Banco Interamericano de Desarrollo (BID) en Washington D. C. desde 2005.
Durante su gestión promovió donaciones para Paraguay por más de US$ 100 millones en programas sociales y de fortalecimiento institucional. Además, impulsó y participó en varias iniciativas como las Becas Carlos Antonio López (BECAL), la realización de la Asamblea del BID en Paraguay, Ciudad Mujer, entre otros.

## Biografía
Terminó sus estudios secundarios en la Escuela Nacional de Comercio N.o 2 de Asunción. Se recibió de abogado por la Universidad Católica "Nuestra Señora de la Asunción" y obtuvo una maestría en administración enfocado en Finanzas Internacionales por la Universidad George Washington de los Estados Unidos de América.